# Čreta pri Kokarjah
Čreta pri Kokarjah – wieś w Słowenii, w gminie Nazarje. W 2018 roku liczyła 20 mieszkańców.